# 北野桝塚站
北野桝塚站（日语：／ Kitanomasuzuka eki */?）是位於愛知縣岡崎市北野町，屬於愛知環狀鐵道的愛知環狀鐵道線車站。由於本站鄰接車廠，因此部分列車會以此站為終點站。

## 歷史
- 1970年（昭和45年）10月1日 - 日本國有鐵道岡多線貨運車站啟用。
- 1976年（昭和51年）4月26日 - 開設旅客業務。
- 1984年（昭和59年）12月27日 - 在當日時間表修正後，最後行走於此站至仙台港站或志免站的運送汽車之貨物列車廢止。
- 1985年（昭和60年）1月1日 - 終止貨物起卸業務。
- 1987年（昭和62年）4月1日：伴隨國鐵分割民營化，車站由東海旅客鐵道（JR東海）營運。
- 1988年（昭和63年）1月31日 - 岡多線由愛知環狀鐵道繼承[1]。
- 2001年（平成13年）12月23日 - 為了即將舉行的愛知萬博，北野桝塚站至三河上鄉站之間成為雙線鐵路[1]。另外增加1線，使月台變為2面4線[2]。
- 2008年（平成20年）
  - 4月1日 - 成為有人車站[1]。
  - 5月12日 - 開設「失物認領處」[1]。
- 2019年（平成31年）3月2日 - 此站開始可以使用IC卡「TOICA」[3]。

## 車站構造
本站是高架車站，設有2面4線的島式月台。當需要替換列車時，乘客可於月台上跨月台轉乘。另外此站會進行列車增結作業。雖然此站鄰接愛知環狀鐵道總部，但此站曾是無人車站。後來在2008年（平成20年）於站內開設「失物認領處」，同年更變為有人車站（除了早上和晚間外）。
上行列車中首班車會在1號月台出發，其餘時間均於2號月台出發。下行列車中各有一半列車從3號月台和4號月台出發。

### 月台
| 月台 | 路線            | 上下行 | 方向                 | 月台可容納 |
| ---- | --------------- | ------ | -------------------- | ---------- |
| 1    | ■愛知環狀鐵道線 | 上行   | 中岡崎、岡崎方向     | 8卡        |
| 2    | ■愛知環狀鐵道線 | 上行   | 中岡崎、岡崎方向     | 8卡        |
| 3    | ■愛知環狀鐵道線 | 下行   | 三河豐田、高藏寺方向 | 8卡        |
| 4    | ■愛知環狀鐵道線 | 下行   | 三河豐田、高藏寺方向 | 8卡        |

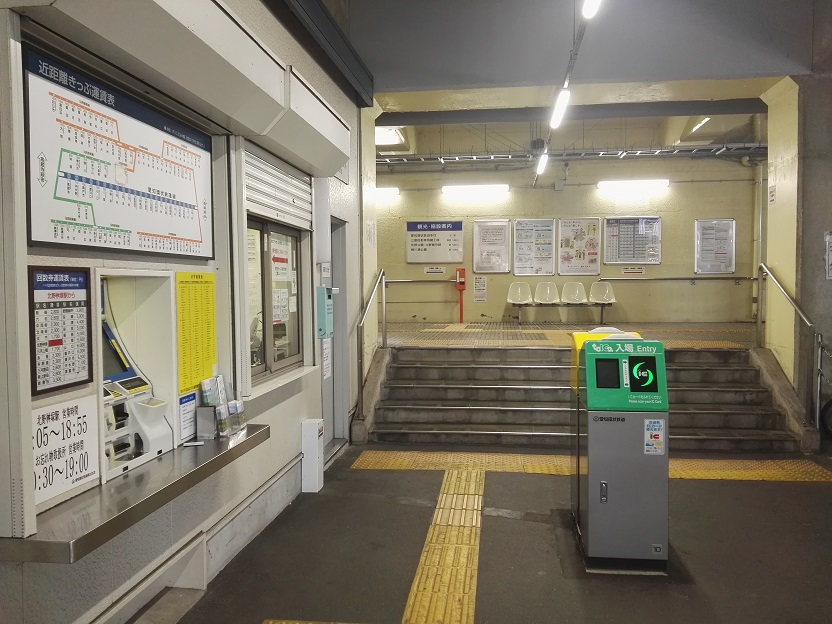
簡易TOICA閘機(2019年8月)
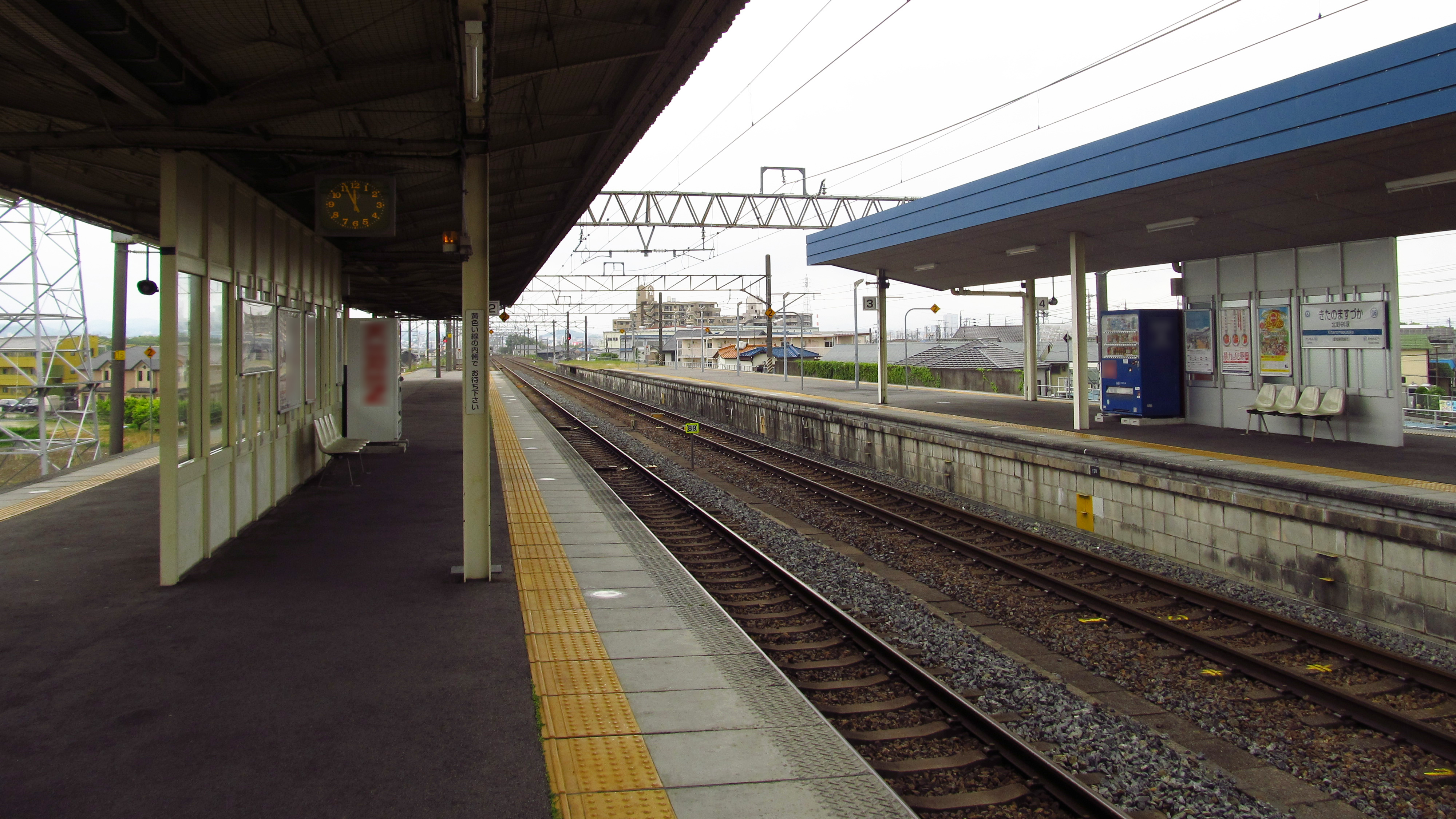
月台(2015年5月)
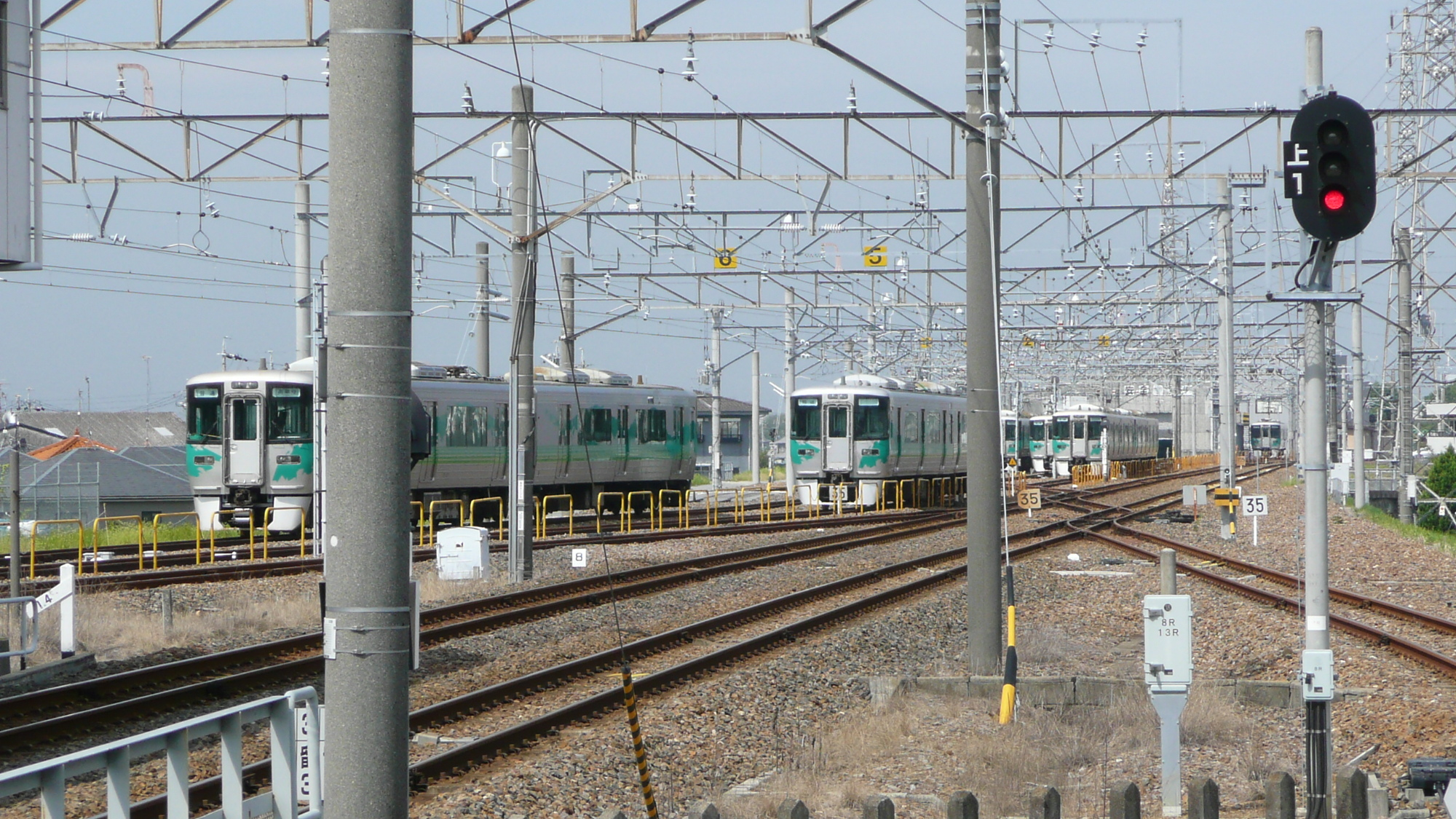
北野桝塚車廠(2008年9月)
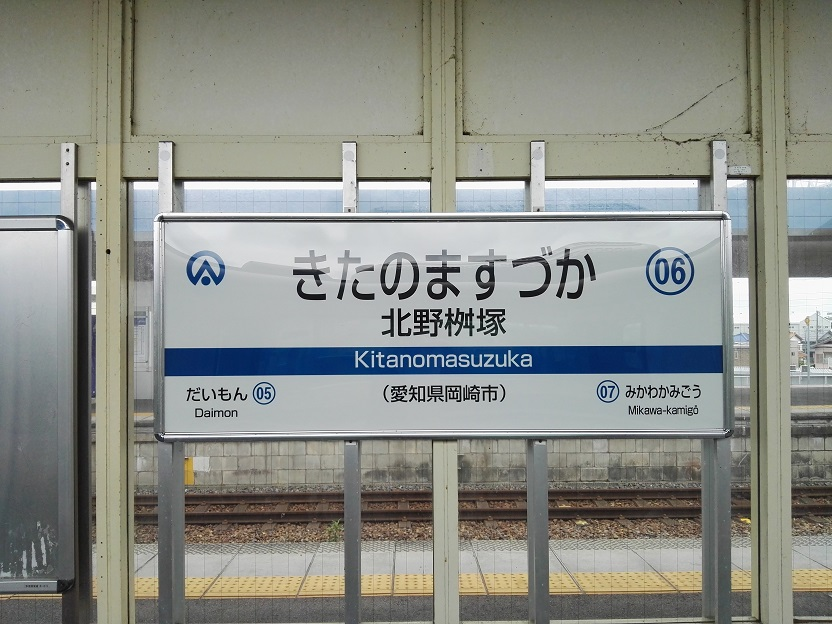
站名牌(2019年7月)

### 專用線（廢止）
此站曾經設有豐田汽車專用線，現已廢止。當時由於該專用線內需要運送汽車，因此有許多側線大型放置汽車的地方。在1971年共有10個往返專用列車班次，每日運送140卡，共1300架汽車。專用線由豐田運送管理，並稱呼專用線為上鄉貨車中心。
另外，該處曾經計劃建設三菱汽車專用線，後來中止了建設。

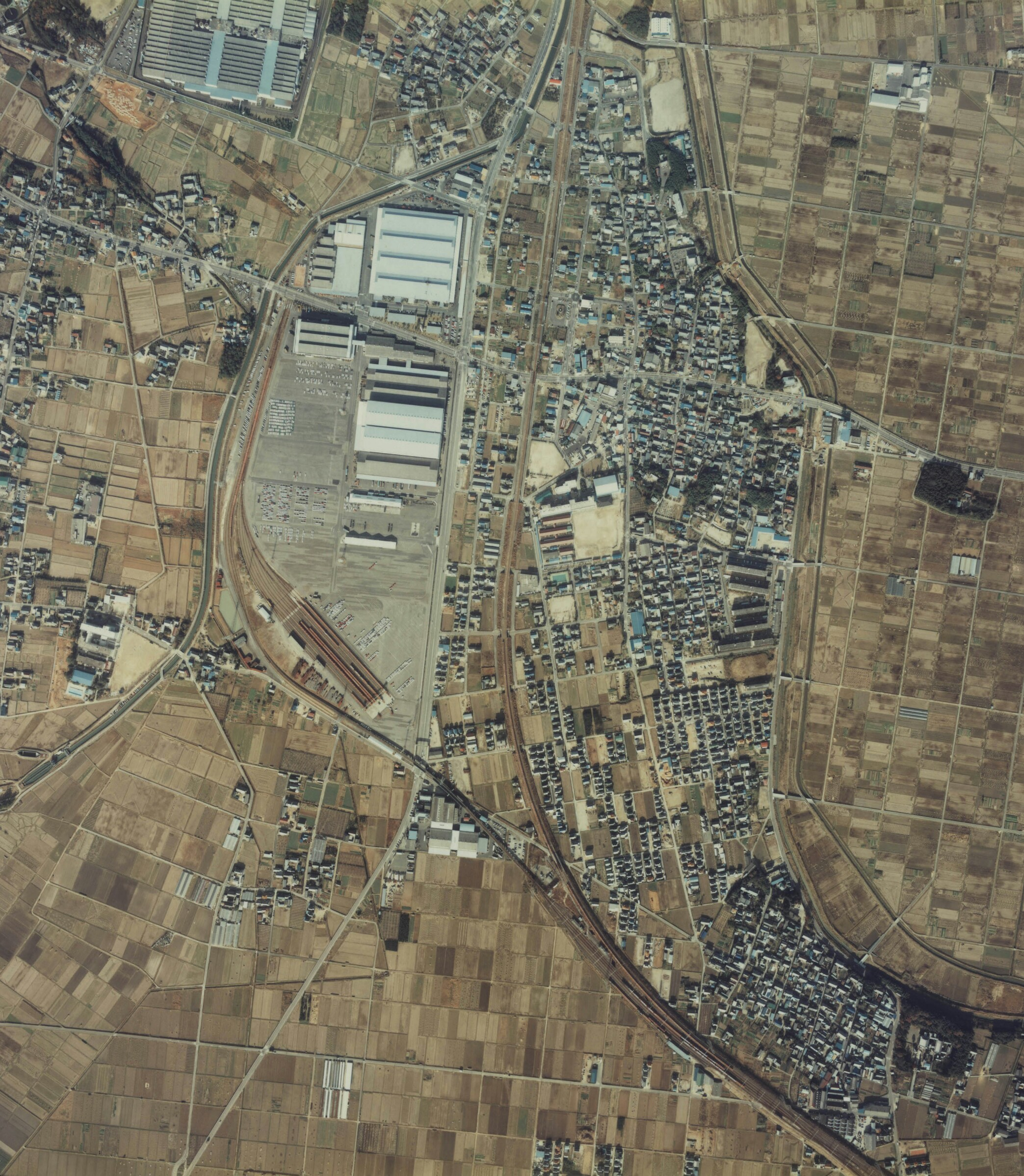
1982年度專用線附近一帶
（基於日本國土交通省之国土画像情報（彩色航拍）製作）

## 使用狀況
根據「愛知縣統計年鑑」、「岡崎市統計書」和「移動等圓滑化取組報告書」，以下為1日平均使用人次列表。
| 年度   | 1日平均 上下車人次 | 1日平均 乘車人次 |
| ------ | ------------------ | ---------------- |
| 2004年 |                    | 416              |
| 2005年 |                    | 636              |
| 2006年 |                    | 623              |
| 2007年 |                    | 777              |
| 2008年 |                    | 796              |
| 2009年 |                    | 776              |
| 2010年 |                    | 795              |
| 2011年 |                    | 779              |
| 2012年 |                    | 810              |
| 2013年 |                    | 823              |
| 2014年 |                    | 855              |
| 2015年 | 1,937              | 968              |
| 2016年 | 2,052              | 1,026            |
| 2017年 | 2,137              | 1,068            |
| 2018年 | 2,272              | 1,136            |
| 2019年 | 2,394              |                  |
| 2020年 | 1,597              |                  |

## 車站周邊
車站附近設有住宅和農地，位處於郊外地帶。車站南邊設有三菱汽車工業的工廠。在近年，車站東邊開始發展住宅區。車站所在地是岡崎市，而車站北邊和東邊靠近豐田市的邊界。
- 愛知環狀鐵道總部
- 愛知環狀鐵道北野桝塚車廠
- 三菱汽車工業岡崎製作所
- 愛知縣道230號鴛鴨安城線（日语：愛知県道230号鴛鴨安城線）
- 長瀨北通
- 北野廢寺蹟（日语：北野廃寺跡）
- 柳川瀨公園(豐田市畝部東町)
- 行福寺
- 桝塚味噌

## 巴士路線
北野桝塚
- 名鐵巴士（日语：名鉄バス）上鄉線、矢作循環線、矢作市民醫院B線。位於車站南邊，各路線只有單向停靠，這是由於各路線進入了循環區間。

桝塚東町(步行6～7分鐘)
- 上鄉社區巴士(通稱：NicoNico巴士)上鄉線。巴士站位於豐田市內。

## 相鄰車站
愛知環狀鐵道
愛知環狀鐵道線
大門（05）－北野桝塚（06）－三河上鄉（07）

## 注腳
1. 1 2 3 4  企業情報 沿革 （页面存档备份，存于）（日語）　愛知環狀鐵道
2. ↑  《愛知環状鉄道の30年》配線略圖，愛知環會鐵道株式會社，2019年
3. ↑   (PDF) (新闻稿). 愛知環状鉄道. 2018-12-12  [2020-11-08]. （原始内容 (PDF)存档于2019-06-02） （日语）.
4. ↑  プレスリリース「お忘れ物取扱所」の開設について　愛知環状鉄道（アーカイブ）（日語）
5. 1 2  時刻表 （页面存档备份，存于）（日語） - 愛知環狀鐵道
6. 1 2  《愛知環状鉄道の30年》61頁，愛知環狀鐵道，2019年
7. 1 2  《岡多線・瀬戸線工事誌（岡崎・高蔵寺間）》101頁 - 日本鐵道建設公團名古屋分社，1988年
8. ↑  岡崎市統計書 （页面存档备份，存于）（日語） - 岡崎市
9. ↑  移動等円滑化取組計画書・報告書 （页面存档备份，存于）（日語） - 愛知環狀鐵道
10. ↑  愛知県統計年鑑 （页面存档备份，存于）（日語） - 愛知縣

## 外部連結
- 北野桝塚站資訊 （页面存档备份，存于）（日語） - 愛知環狀鐵道